# Леокур
Леоку́р (фр. Lehaucourt) — коммуна во Франции, находится в регионе Пикардия. Департамент коммуны — Эна. Входит в состав кантона Боэн-ан-Вермандуа. Округ коммуны — Сен-Кантен.
Код INSEE коммуны — 02374.

## Население
Население коммуны на 2010 год составляло 912 человек.
| 1962 | 1968 | 1975 | 1982 | 1990 | 1999 | 2010 |
| ---- | ---- | ---- | ---- | ---- | ---- | ---- |
| 387  | 428  | 760  | 764  | 803  | 832  | 912  |

## Экономика
В 2010 году среди 608 человек трудоспособного возраста (15—64 лет) 469 были экономически активными, 139 — неактивными (показатель активности — 77,1 %, в 1999 году было 64,1 %). Из 469 активных жителей работали 401 человек (224 мужчины и 177 женщин), безработных было 68 (35 мужчин и 33 женщины). Среди 139 неактивных 40 человек были учениками или студентами, 39 — пенсионерами, 60 были неактивными по другим причинам.